# Bemisia mesasiatica
Bemisia mesasiatica là một loài côn trùng cánh nửa trong họ Aleyrodidae, phân họ Aleyrodinae.
Bemisia mesasiatica được Danzig miêu tả khoa học đầu tiên năm 1969.